# Pedro G. Vieira
Pedro G. Vieira (* 1982) ist ein portugiesischer theoretischer Physiker.
Vieira studierte an der Universität Porto und war am Max-Planck-Institut für Gravitationsphysik bei Potsdam. Er ist am Perimeter Institute in Kanada.
Er befasst sich mit exakten Lösungen von Quantenfeldtheorien. Ihm gelang 2009 mit Kollegen der Nachweis der exakten Lösbarkeit und die exakte Bestimmung des Spektrums und anderer Größen wie Streuamplituden einer speziellen vierdimensionalen Quantenfeldtheorie, der planaren N=4 supersymmetrischen Yang-Mills-Theorie für beliebige Wechselwirkungsstärken. Dabei benutzte er Holografie (AdS/CFT Korrespondenz zu Superstrings nach Juan Maldacena).
2015 erhielt er die Gribov Medal und er wurde im selben Jahr Sloan Fellow. Für 2018 wurde ihm der Sackler-Preis in Physik zugesprochen, für 2020 der New Horizons in Physics Prize.

## Schriften
- mit Nikolay Gromov, Vladimir Kazakov: Exact Spectrum of Anomalous Dimensions of Planar N=4 Supersymmetric Yang-Mills Theory, Phys.Rev.Lett., Band  103, 2009, S. 131601
- mit Niklas Beisert u. a.: Review of AdS/CFT Integrability: An Overview, Lett Math. Phys., 99, 2012, 3, Arxiv